# Francesco Paolo Supriani
Francesco Paolo Tomaso Supriani (Conversano, 11 luglio 1678 – Napoli, 28 agosto 1753) è stato un violoncellista e compositore italiano di scuola napoletana.
Fu allievo del Conservatorio della Pietà dei Turchini di Napoli dal 1693, dove,sotto la guida di Giovanni Carlo Cailò, divenne un virtuoso del violoncello. 
Fu autore di una raccolta didattica manoscritta di toccate per lo strumento, con introduzione esplicativa, intitolata: Principij da imparare a suonare il violoncello e con 12 toccate a solo del 1720, ritrovata e pubblicata dal musicologo e violoncellista Luigi Silva (1903-1961) presso la Biblioteca del Conservatorio San Pietro a Majella di Napoli. In quest'opera Supriani utilizza già la quinta posizione, nonché le chiavi di basso e di tenore. Un ulteriore manoscritto di Supriani è Sonate per 2 violoncelli e basso (un titolo postumo); in ogni Sonata è presente un triplo pentagramma, in cui alla melodia originale, trascritta nella parte superiore, è stata aggiunta sotto una linea di basso, mentre il secondo pentagramma presenta delle diminuzioni estremamente virtuosistiche, aggiunte alla linea melodica della toccata originale. 

## Opere
12 toccate per violoncello solo [circa 1720]
- Toccata prima in sol maggiore
- Toccata seconda in la minore
- Toccata terza in si bemolle maggiore
- Toccata quarta in do maggiore
- Toccata quinta
- Toccata sesta
- Toccata settima
- Toccata ottava in sol minore
- Toccata nona in la maggiore
- Toccata decima in re minore
- Toccata undicesima in la minore
- Toccata dodicesima in fa minore

11 Sonate (Toccate diminuite) per violoncello con b.c., in partitura con le Toccate originali
Sinfonia in do maggiore
Sonata in la minore
Studio in la maggiore
Cantata 'Bella se un dì potessi'

## Edizioni moderne
- 12 Toccate per violoncello solo e Principij da imparare a suonare il violoncello, a cura di Marco Ceccato, coll. « Minghén dal Viulunzèl», Stuttgart, Cornetto, 2008 OCLC 492092018

## Discografia
- La voce del violoncello opere per violoncello dei principali compositori violoncellisti italiani - (2012, Passacaille Records) OCLC 848901855
- Boccherini's Dreams : Toccate I, IV, X e XI – Mime Yamahiro Brinkmann, violoncello (gennaio/febbraio 2021, Arcantus) — con due sonate di Boccherini e brani di Pasquini, Cabezon e Storace.
- Francesco Paolo Supriani, Le virtuose fatiche, Complete works for cello, World premiere recordings, Les amies partimentistes (Da Vinci Classics 2023). Giovanna Barbati and Carla Rovirosa Guals cello, Elena Bianchi bassoon, Mara Galassi triple harp, Chiara Tiboni harpsichord.
- Supriani: 12 Toccatas for Cello, Transcribed for Viola by Marco Misciagna - Marco Misciagna, viola (2024, MM - MM03)[7]

## Collegamenti
- Note e file-audio su Francesco Paolo Supriani nell'International Music Score Library Project.